# Дон Жуан се враћа из рата
Дон Жуан се Враћа из рата је драмски текст немачког драмског писца Едена фон Хорвата по коме је Арса Милошевић реализовао позоришну представу која је снимана 1982. године у Југословенском драмском позоришту у режији Паола Мађелија у продукцији Радио-телевизије Србије.

## Улоге
| Глумац              | Улога                                                |
| ------------------- | ---------------------------------------------------- |
| Стојан Дечермић     | Дон Жуан                                             |
| Дубравка Перић      | стара мајка, дама под маском                         |
| Олга Савић          | прва жена, удовица, дама у кафеу                     |
| Даница Ристовски    | друга лака девојка, прва кћи и четврта дама          |
| Радмила Радовановић | четврта жена, болничарка, друга дама у кафеу         |
| Љиљана Међеши       | прва лака девојка, конобарица, трећа дама, пета жена |
| Нина Одаловић       | шеста жена, дама у кафеу, девојка са улице           |

### Представа
Глумци Позоришта Добрица Милутиновић раде представу Дон Жуан се враћа из рата. Представа је доживела премијеру 2006. године, режирао ју је Владимир Лазић, а играју: Иван Томашевић, Анета Томашевић, Гордана Лукић, Звонко Беднар, Наташа Савић, Соња Марковић и др.